# Javier Ruano
Pour les articles homonymes, voir Ruano.
Francisco Javier Ruano García, né le 18 avril 1970, est un homme politique espagnol membre du Parti populaire (PP).
Il devient député de la circonscription de Murcie en novembre 2016.

## Biographie

### Profession
Javier Ruano García est titulaire d'une licence en droit et est diplômé en sciences entrepreneuriales. Il possède un master IESE et est consultant en organisation.

### Carrière politique
Il est secrétaire exécutif régional populaire chargé de l'économie et de l'emploi.
Le 29 novembre 2016, il devient député pour Murcie au Congrès des députés, remplaçant Juan María Vazquez Rojas nommé secrétaire général chargé des sciences et de l'innovation.